# 27 лютого
27 лютого — 58-й день року в григоріанському календарі. До кінця року залишається 307 днів (308 днів — у високосні роки).

## Свята і пам'ятні дні

### Міжнародні
- Всесвітній день неурядових організацій.
- Міжнародний день полярного ведмедя.
- День обізнаності про аносмію[1]

### Національні
- Домініканська Республіка: день незалежності (1844)
- В'єтнам: День медика.

### Релігійні

#### Християнство
- День народження Святого Благовірного Ромейського Імператора Константина І Великого (272—337).
- Річниця Тессалонікійського Едикту (380).
- День Святого Піпіна (580—640).

Православні:
- Преподобного Прокопія Декаполіта, сповідника.
- Преподобного Тита, пресвітера Києво-Печерського, в Ближніх печерах.
- Преподобного Тита Києво-Печерського, колишнього воїна, що в Дальніх печерах.
- Преподобного Фалалея Сирійського.

## Іменини
Католицькі: Габрієль (Гавриїл), Гонорина
 Православні: Прокіп, Тит, Фалалей.

## Події

### Політичні
- 1593 — японські війська розбили китайсько-корейську коаліційну армію в битві при Пьокчегвані.
- 1594 — перший із Бурбонів, Генріх IV, став королем Франції.
- 1870 — японський уряд затвердив державний прапор.
- 1919 — комісія Антанти провела зустріч з Головним отаманом Симоном Петлюрою.
- 1932 — була утворена Дніпропетровська область.
- 1933 — підпал Німецького Рейхстагу, що був використаний Гітлером як привід для розпуску Рейхстагу і встановлення диктатури в Третьому Рейху.
- 1942 — масові розстріли в Бабиному Яру німецькими військами членів українського націоналістичного підпілля.
- 1942 — початок битви в Яванському морі між Японією та США.
- 1944 — масове спалення чеченців військами НКВС у селищі Хайбах.
- 1952 — ООН уперше провела засідання в новій штаб-квартирі в Нью-Йорку.
- 1990 — Верховна Рада СРСР створила нову посаду — президент СРСР.
- 1991 — президент США Джордж Герберт Вокер Буш оголосив про звільнення Кувейту в ході операції «Буря в пустелі».
- 2014 — війська російського спецназу у військовій формі без розпізнавальних знаків захопили будівлі парламенту і Ради міністрів Криму і вивісили над ними російські прапори.
- 2015 — в Москві біля Кремля застрелений один з головних лідерів політичної опозиції путінському режиму, колишній віцепрем'єр уряду Росії Борис Нємцов[3].

### Наука. Винаходи
- 425 — візантійський імператор Феодосій II заснував Константинопольський університет
- 1883 — композитор Оскар Гаммерштайн запатентував першу машину, що скручує сигари
- 1932 — у Nature надруковане повідомлення Джеймса Чедвіка про можливість існування нейтрона
- 1965 — відбувся перший політ першого у світі широкофюзеляжного транспортного літака АН-22 («Антей»), створеного в КБ О. К. Антонова (Київ)

### Мистецтво
- 1939 — створено Спілку композиторів України
- 1971 — альбом «Pearl» Дженіс Джоплін очолив чарт і перебував на вершині хіт-параду 9 тижнів
- 1974 — у Нью-Йорку мільйонним тиражем вийшов перший номер щотижневого журналу People, що розповідає новини про життя зірок шоу-бізнесу
- 1980 — тріумф Глорії Гейнор на «Греммі» — її хіт «I Will Survive» названий найкращим «диско-записом року»

### Спорт
- 1900 — засновано ФК «Баварія» (Мюнхен)

### Природні катаклізми
- 2010 — великий землетрус у Чилі силою 8,8 бала за шкалою Ріхтера.
- 2015 — внаслідок сходження лавин у Афганістані протягом декількох днів постраждали понад 250 осіб.

## Народились
Дивись також Категорія:Народились 27 лютого
- 272 — Костянтин Великий, римський імператор.
- 1807 — Генрі Лонгфелло, американський поет, автор «Пісні про Гайавата».
- 1831 — Микола Ґе, український живописець, художник-передвижник, майстер портретів, історичних і релігійних полотен
- 1863 — Хоакін Соролья і Бастіда, іспанський живописець.
- 1875 — Володимир Філатов, офтальмолог, хірург, винахідник, академік АН УРСР і АМН СРСР, засновник та перший директор Інституту очних хвороб і тканинної терапії НАМН України.
- 1887 — Петро Нестеров, пілот-новатор, перший виконавець «петлі Нестерова», член Київського товариства повітроплавання.
- 1901 — Маріно Маріні, італійський скульптор, живописець і графік.
- 1902 — Джон Стейнбек, американський письменник, лауреат Нобелівської премії.
- 1904 — Леонід Смілянський, український письменник, автор творів «Нова оселя», «Машиністи», «Периферія».
- 1910 — Кларенс «Келлі» Джонсон, американський авіаконструктор, керівник дослідного підрозділу «Lockheed».
- 1913 — Ірвін Шоу, американський письменник, написав «Багатій, бідняк», «Молоді леви», «Жебрак, злодій».
- 1923 — Іван Терлецький, вояк УПА, політв'язень.
- 1930 — Джоан Вудворд, американська кіноакторка, лауреатка «Оскара» за фільм «Три обличчя Єви».
- 1932 — Елізабет Тейлор, американська акторка, двічі лауреатка «Оскара».
- 1939 — Кензо, японський дизайнер, модельєр, парфумер.
- 1945 — Даніель Ольбрихський, польський актор.
- 1947 — Ґідон Кремер, латвійський скрипаль і диригент.
- 1947 — Джузеппе Бертолуччі, італійський режисер, сценарист і продюсер.
- 1955 — Пітер Крістоферсон, англійський музикант. Учасник експериментального музичного проєкту «Coil».
- 1956 — Анне Вескі, естонська співачка.
- 1971 — Розонда «Чилі» Томас, вокалістка американського ритм-н-блюзового тріо «TLC».
- 1978 — Каха Каладзе, грузинський футболіст, захисник «Мілану».

## Померли

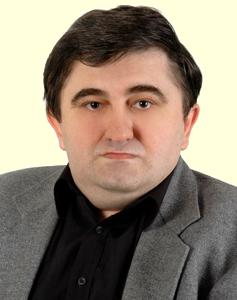
Олег Авраменко

Дивись також Категорія:Померли 27 лютого
- 1667 — Станіслав Потоцький, польський шляхтич.
- 1846 — Едвард Дембовський, польський філософ, журналіст, революціонер.
- 1853 — Тимковський Ілля Федорович, український правознавець, мовознавець, освітній діяч.
- 1859 — Костіс Паламас, новогрецький поет, белетрист і критик. Засновник Нової Афінської школи.
- 1906 — Семюел Пірпонт Ленглі, американський астроном, фізик і піонер авіації.
- 1934 — Жузеп Льїмона, іспанський скульптор.
- 1936 — Іван Павлов, російський фізіолог, творець науки про вищу нервову діяльність, Нобелівський лавреат.
- 1940 — Петер Беренс, німецький архітектор і дизайнер.
- 1977 — Джон Діксон Карр, американський письменник, автор детективів.
- 1981 — Жуан Ребуль, іспанський скульптор.
- 1989 — Конрад Лоренц, австрійський зоолог, лауреат Нобелівської премії з фізіології та медицини (1973)
- 1993 — Ліліан Ґіш, американська акторка кіно та театру, зірка Голлівуду.
- 2013 — Ван Кліберн, американський піаніст, перший переможець Міжнародного конкурсу імені Чайковського (1958).
- 2013 — Імант Зієдоніс, латвійський поет, кіносценарист. Автор коротких прозових творів (епіфаній), перекладач і політичний діяч.
- 2015 — Леонард Німой, американський кіноактор, фотохудожник, поет. Син українських єврейських емігрантів з Ізяслава. Відомий насамперед за роллю Спока у фантастичному серіалі «Зоряний шлях»/«Стар трек».
- 2015 — Борис Нємцов, російський політик і державний діяч (вбивство).
- 2018 — Олег Авраменко, український письменник-фантаст.